# Killagramz
Лі Чжун Хі (кор. 이준희, нар. 23 червня 1992), більш відомий під псевдонімом Killagramz (кор. 킬라그램), — корейсько-американський репер. Він був учасником Show Me the Money 5 і Show Me the Money 6. 10 червня 2017 року він випустив свій перший альбом Faint.

## Дискографія

### Мініальбоми
| Назва             | Деталі альбому | Пікові позиції у чартах | Продажі |
| Назва             | Деталі альбому | KOR                     | Продажі |
| ----------------- | --- | ----------------------- | ------- |
| Faint (좋아 죽어) | - Реліз: 10 червня 2017 - Лейбл: Cycadelic Records, Kiwi Media Group, LOEN Entertainment - Формат: CD, цифрове завантаження | —                       | Н/Д     |

### Сингли
| Назва                                                                            | Рік                    | Пікові позиції у чартах | Продажі (DL)              | Альбом                 |
| Назва                                                                            | Рік                    | KOR                     | Продажі (DL)              | Альбом                 |
| Як головний виконавець                                                           | Як головний виконавець | Як головний виконавець  | Як головний виконавець    | Як головний виконавець |
| -------------------------------------------------------------------------------- | ---------------------- | ----------------------- | ------------------------- | ---------------------- |
| «Birthday» feat. Kidkat                                                          | 2016                   | —                       | Н/Д                       | Сингл без альбому      |
| «Faint» (좋아 죽어 (기절해))                                                     | 2017                   | —                       | Н/Д                       | Faint                  |
| «Where» (어디) feat. Zico, Dean                                                  | 2017                   | 8                       | - Південна Корея: 265,774 | Show Me the Money 6    |
| «Dirty Dog»                                                                      | 2017                   | —                       | Н/Д                       | Сингли поза альбомом   |
| «Coloring» (컬러링) feat. Hash Swan                                              | 2017                   | —                       | Н/Д                       | Сингли поза альбомом   |
| Колаборації                                                                      |                        |                         |                           |                        |
| «Black Out» feat. Kidkat                                                         | 2016                   | —                       | Н/Д                       | Сингл без альбому      |
| «People These Days» (요즘것들) with Young B, Hash Swan, Hangzoo feat. Zico, Dean | 2017                   | 5                       | - Південна Корея: 612,987 | Show Me the Money 6    |
| «—» релізи, що не потрапили у чарти або не були випущені у відповідних регіонах. |                        |                         |                           |                        |